# Роберто Жабалі
Роберто Жабалі (порт. Roberto Jabali; нар. 16 травня 1970) — колишній бразильський тенісист.
Найвищу одиночну позицію світового рейтингу — 130 місце досяг 29 липня 1996 року.

## Фінали Туру ATP за кар'єру

### Одиночний розряд: 1 (0–1)
| Результат | W-L | Дата     | Турнір                           | Покриття | Суперник     | Рахунок  |
| --------- | --- | -------- | -------------------------------- | -------- | ------------ | -------- |
| Поразка   | 0–1 | Лют 1994 | Abierto Mexicano TELCEL, Мексика | Ґрунт    | Томас Мустер | 3–6, 1–6 |

## Титули на челленджерах

### Одиночний розряд: (5)
| Ранг | Рік  | Турнір                   | Покриття | Суперник           | Рахунок       |
| ---- | ---- | ------------------------ | -------- | ------------------ | ------------- |
| 1.   | 1989 | Сан-Паулу, Бразилія      | Ґрунт    | Борха Урібе        | 6–2, 2–6, 7–5 |
| 2.   | 1991 | Рібейран-Прету, Бразилія | Ґрунт    | Феліпе Рівера      | 6–3, 4–6, 7–6 |
| 3.   | 1996 | Богота, Колумбія         | Ґрунт    | Хуан Піно          | 6–7, 6–4, 6–1 |
| 4.   | 1996 | Сан-Паулу, Бразилія      | Тверде   | Алехандро Ернандес | 6–2, 4–6, 6–1 |
| 5.   | 1997 | Белу-Оризонті, Бразилія  | Тверде   | Андре Са           | 2–6, 7–5, 6–3 |